# ژول ماسلیس
ژول ماسلیس (انگلیسی: Jules Masselis; ۱۹ نوامبر ۱۸۸۶ – ۲۹ ژوئیهٔ ۱۹۶۵) دوچرخه‌سوار اهل بلژیک بود.